# Marcus Wandt
Marcus Wandt (* 22. September 1980) ist ein schwedischer Testpilot und Astronaut im Europäischen Astronautenkorps.

## Ausbildung und militärische Karriere
1999 schloss Wandt seine schulische Ausbildung am Sundsta-Älvkullen-Gymnasium ab und trat danach der schwedischen Armee bei, wo er als Teil der Luftlandetruppen diente. 2000 nahm er sein Studium an der Technischen Hochschule Chalmers in Göteborg auf, das er 2007 mit einem Mastertitel der Elektroingenieurwissenschaften beendete.
Ab 2003 durchlief Wandt eine Offiziersausbildung an der Karlberg-Militärakademie in Stockholm, die er 2005 erfolgreich abschloss. Ab 2004 erhielt er eine fliegerische Grundausbildung der schwedischen Luftwaffe, 2006 wurde er darüber hinaus als Kampfpilot ausgebildet. Von 2013 bis 2014 wurde er an der United States Naval Test Pilot School zum Testpiloten ausgebildet; er schloss als Jahrgangsbester ab.
Wandt ist im Laufe seiner Karriere als Kampfpilot bei der schwedischen Luftwaffe in Führungsrollen befördert worden und hielt im Juni 2023 den Rang Oberstleutnant.
Neben seiner Tätigkeit in der schwedischen Luftwaffe gründete Marcus Wandt 2006 ein Unternehmen, das sich mit der Ausbildung von Kampfpiloten befasste. Ab 2014 arbeitete er für den schwedischen Rüstungskonzern Saab als Testpilot, wo er ab 2020 die Flugaktivitäten leitete.

## Raumfahrt

### Auswahl durch die ESA
Im November 2022 wurde Wandt als Teil der Reserve des Europäischen Astronautenkorps ausgewählt.
Die ESA und die schwedische Raumfahrtagentur benannten Wandt im Juni 2023 als Besatzungsmitglied eines von dem Unternehmen Axiom Space koordinierten Flugs zur Internationalen Raumstation. Er ist offiziell seit dem 1. Juni 2023 als sogenannter Projektastronaut aktives Mitglied des Astronautenkorps. Wandt war damit der erste Astronaut der Auswahl von 2022, der auf eine konkrete Mission vorbereitet wurde. Wandts Mission soll während der Mission Huginn des dänischen Astronauten Andreas Mogensen stattfinden. Wandts Aufenthalt auf der ISS ist dabei ebenfalls nach einem Raben Odins benannt und trägt den Namen Muninn.

### RaumflugAxiom Mission 3
Im Juli 2023 hatte Wandt bereits sein Training in Houston aufgenommen. Die ESA gab im September 2023 bekannt, dass er als sogenannter Missionsspezialist Mitglied der Besatzung des Fluges Axiom Mission 3 sein werde. Die anderen Besatzungsmitglieder waren Michael López-Alegría (Kommandant), Walter Villadei (Pilot) und Alper Gezeravcı (Missionsspezialist). Wandt war damit der erste ESA-Astronaut, der an einem privat betriebenen Raumflug teilnahm. Walter Villadei ist als Italiener trotz der Mitgliedschaft Italiens in der ESA kein ESA-Astronaut. Die Ausbildung fand in den USA, Kanada, Japan und Europa statt.
Der Raumflug startete am 18. Januar 2024 vom Kennedy Space Center, die Rückkehr erfolgte am 9. Februar 2024.